# Laomedea
Laomedea (en grec antic Λαομέδεια) va ser, segons la mitologia grega, una de les cinquanta Nereides, filla de Nereu, un déu marí fill de Pontos, i de Doris, una nimfa filla d'Oceà i de Tetis.
Només la menciona Hesíode a la llista que dona a la seva obra quan parla del naixement de les nereides. El seu nom significa la nereida «cap del seu poble».
Va donar nom a Laomedeia, un dels satèl·lits de Neptú, que acostumen a portar noms de nereides.